# Estat de Taraba
L'Estat de Taraba és un dels trenta-sis estats que formen la República Federal de Nigèria. La capital és Jalingo.

## Administració
Aquest estat se subdivideix internament en un total de setze Àrees de Govern Local:
| - Ardo-Kola - Bali - Donga - Gashaka - Gassol - Ibi - Jalingo - Karim-Lamido | - Kumi - Lau - Sardauna - Takum - Ussa - Wukari - Yorro - Zing |

## Territori i Població
Aquest estat és posseïdor d'una extensió de territori que abasta una superfície de 54.473 km². La població s'eleva a la xifra de 2.774.083 persones (dades del cens de l'any 2007). La densitat poblacional és de 50,9 habitants per quilòmetre quadrat.

## Geografia
L'estat de Taraba està limitat a l'oest pels estats de Plateau i de Benue i a l'est per Camerun.
Es troba en gran manera al centre de Nigèria i es compon d'un ondulant paisatge esquitxat amb algunes muntanyes. Aquestes inclouen el pintoresc i prominent altiplà de Mambilla. L'estat es troba en dins de la zona tropical i té una vegetació de selva baixa en la partx sud i de pasturatges a la zona nord. L'altiplà de Mambilla amb una altitud d'1.800 metres (6000 peus) sobre el nivell del mar té un clima temperat tot l'any.
Els rius Benue, Taraba Donga, i Ibi són els principals rius de l'estat. S'aixequen des de les muntanyes de Camerun, i recorren gairebé tota la longitud de l'Estat en adreça nord a sud per enllaçar amb el riu Níger.

## Agricultura
L'activitat principal de la gent de l'estat de Taraba és l'agricultura. Els cultius comercials produïts en l'estat són el cafè, el te, el maní i el cotó. Cultius com el blat de moro, arròs, sorgo, mill, yuca, nyam i també són produïts en quantitats comercials. A més, el bestiar, ovelles i cabres es crien en grans quantitats, sobretot en l'altiplà de Mambilla, i al llarg de les valls del Benue i Taraba. De la mateixa manera, les persones duen a terme altres activitats de producció ramadera com la producció d'aus de corral, la cunicultura i la cria de porcs en escala bastant gran. Les comunitats que viuen a la vora dels Benue, Taraba, i Donga Ibi es dediquen a la pesca durant tot l'any. Altres activitats professionals, tals com la ceràmica, tela, teixit, tenyit, tallat, brodat i ferreria també es duen a terme en diverses parts de l'estat.

## Cultura
El govern ha fet esforços concertats per millorar les àrees d'atraccions turístiques com el Centre Turístic de Mambilla, el Parc Gumpti i la Reserva de caça a Gashaka, i el festival de Pesca Nwunyu a Ibi, que normalment se celebra a l'abril amb activitats tals com a carreres de canoes, natació i concursos de balls culturals.

## Població
Taraba, és conegut com a "regal de la naturalesa a la nació", ja que l'estat és ric i té molts grups ètnics, incloent Jenjo, Chamba Kuteb, Mumuyes, Mambila, Wurkums, fulanis, Jukuns, Ichen, Tiv, Haussa i Ndoro. Parlen cadasacuna la seva pròpia llengua. La religió musulmana és la predominant.